# هوفمان (غناباد)
هوفمان (بالفارسية: کوره آجرفشاری هفمان) هي مستوطنة تقع في منطقة مركزية ريفية في إيران. يقدر عدد سكانها بـ 44 نسمة.